# Nổ bom tại Marathon Boston 2013
Hai quả bom nổ tại cuộc đua Marathon Boston 2013 vào ngày 15 tháng 4 năm 2013, giết chết 3 người và làm bị thương 282 người khác. Trong số hai quả bom có ít nhất một làm bằng nồi áp suất. Hai vụ nổ xảy ra cách nhau 13 giây, vào lúc 2:49 giờ chiều EDT (18:49 UTC), ở phố Boylston, ngay trước vạch đến đích. Chính phủ liên bang gọi các vụ đánh bom là một hành động khủng bố. Cục Điều tra Liên bang (FBI) tiếp quản cuộc điều tra và vào ngày 18 tháng 4 kêu gọi công chúng trợ giúp trước khi và sau khi xuất bản hình ảnh và video chiếu hai nghi can. Với sự giúp đỡ của công chúng, cảnh sát nhận mặt hai anh em Tamerlan Tsarnaev và Dzhokhar Tsarnaev.
Không lâu sau khi các hình ảnh được xuất bản, các nghi can bị cho là bắn chết một cảnh sát trường học tại Học viện Công nghệ Massachusetts, cướp một xe thể thao đa dụng và đấu súng với cảnh sát khi bị truy đuổi tại Watertown, Massachusetts vào sáng sớm hôm sau. Trong cuộc đấu súng này, một cảnh sát giao thông bị thương nặng và Dzhokhar chẹt phải Tamerlan để trốn mất.
Hàng ngàn sĩ quan cảnh sát, được sự hỗ trợ của quân đội Mỹ đã tiến hành cuộc săn lùng từng nhà trải qua 20 khúc đường tại Watertown để tìm kiếm Dzhokhar. Tuân theo lệnh ẩn núp tại chỗ (shelter in place) không bắt buộc của cảnh sát, hầu như tất cả thị trấn Watertown và thành phố Boston ở trong nhà không đi đâu vào ngày 19 tháng 4. Toàn thể hệ thống giao thông công cộng, phần nhiều kinh doanh, và nhiều công sở đóng cửa suốt ngày, gây ra một môi trường thành phố vắng vẻ có kích cỡ và khoảng thời gian lịch sử. Vào buổi chiều, sau khi cảnh sát hủy lệnh không ra ngoài, một thường dân ở ngay bên ngoài phạm vi khóa chặt nhận thấy nghi can đang trốn trong một chiếc thuyền nằm trong sân sau nhà của ông ấy. Dzhokhar bị bắt sống vào chiều ngày 19 tháng 4 và chở đến bệnh viện vì những vết thương từ cuộc đấu súng.
Ngày 22 tháng 4, Dzhokhar bị buộc tội sử dụng và âm mưu sử dụng một vũ khí hủy diệt hàng loạt gây ra cái chết và phá hoại tài sản gây ra cái chết.

## Vụ tấn công

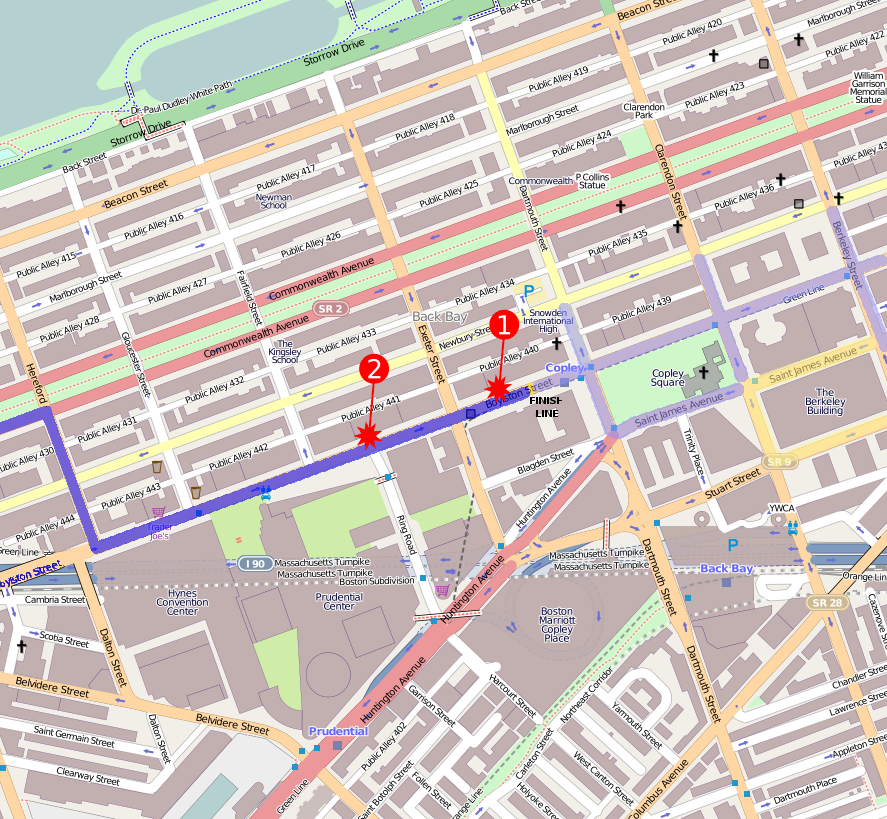
Bản đồ vụ nổ đầu tiên (phải) và thứ hai (trái)

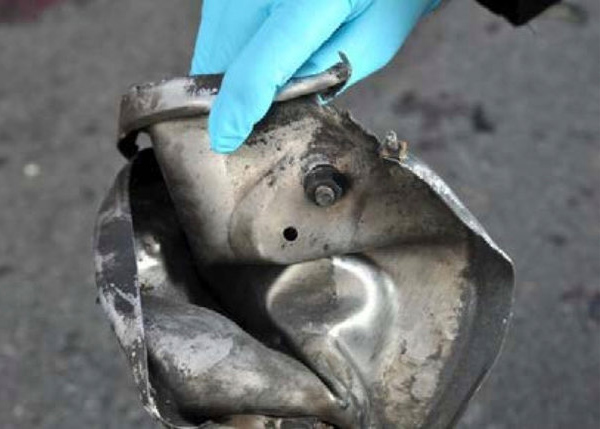
Mảnh nồi áp suất được FBI tin là một phần của thiết bị nổ

Vào Ngày Yêu nước, thứ Hai, 15 tháng 4 năm 2013, cuộc đua hàng năm Marathon Boston đã được tổ chức mà không có dấu hiệu cho có vụ tấn công nào sắp xảy ra. Các nhân viên đã rà bom mìn khu vực hai lần trước khi xảy ra các vụ nổ, một trong những đợt rà quét diễn ra một giờ trước khi quả bom nổ. Mọi người có thể đến và đi một cách tự do, và tự do mang đồ vật trong và ngoài khu vực. Hơn 5.700 vận động viên vẫn chưa về đích tại thời điểm vụ nổ.
Vụ tấn công khủng bố xảy ra hơn hai giờ sau khi các vận động viên đầu tiên chạy qua vạch đích. Hai tiếng nổ được ghi nhận tại quảng trường Copley, gây nên cảnh tượng hỗn loạn và những tiếng la hét. Nhiều cửa sổ bị vỡ, các rào chắn bị gãy, trong khi khói bốc lên cao. Các tòa nhà xung quanh bị rung chuyển, khiến nhiều người phải trốn xuống dưới những chiếc bàn.
Hai quả bom đã nổ tung "trong vòng vài giây" và cách nhau trong phạm vi từ 46 đến 91 mét (151 đến 299 ft), giết chết 3 người – Krystle M. Campbell, Lữ Lệnh Tử (吕令子), và Martin Richard – và làm bị thương 183 người. Video từ vạch đích cho thấy một khoảng thời gian khoảng 12 giây giữa hai vụ nổ, vụ nổ đầu tiên ở bên ngoài Marathon Sports tại 671 phố Boylston. Đồng hồ đua tại vạch đến đích chỉ 04:09:43 (4 giờ, 9 phút, và 43 giây kể từ khi bắt đầu cuộc đua) tại thời điểm vụ nổ đầu tiên, trong vòng vài phút của thời gian cao điểm của cuộc đua Marathon Boston 2012 cho những người về đích marathon. Những người giành chiến thắng đã vượt qua vạch kết thúc khoảng hai giờ trước đó; những vận động viên chạy khác vẫn còn đang đến . Cửa sổ cửa hàng gần đó bị thổi bay.
Các quan chức thực thi pháp luật cho biết, họ tin rằng vụ nổ là do bom tự chế, và có thể đã có mảnh bom. Không có đe dọa đáng tin nào trước cuộc đua.
Trong một cuộc họp báo ngày 16 tháng 4, thống đốc Deval Patrick cho rằng "chỉ có hai thiết bị nổ", hai thiết bị đã phát nổ. Các báo cáo ban đầu mâu thuẫn về việc liệu các quả bom khác nữa đã được tìm thấy, với nhiều gói túi đồ hoặc gói bị nghi ngờ ban đầu được phát hiện. Boston Police Bomb Squad ban đầu cho biết rằng họ đang thực hiện một kiểm soát nổ của một trong các gói tìm thấy trên các khối nhà 600 phố Boylston, nhưng sau đó cho biết không có các thiết bị khác ngoài hai quả bom phát nổ đã được tìm thấy.

## Nghi phạm
Trong buổi họp báo vào lúc 05:20 chiều ngày 18 tháng 4, FBI đã công bố hình ảnh và một đoạn video của hai nghi phạm, và hi vọng sự giúp đỡ của công chúng trong việc xác định những đối tượng này. Theo FBI, một trong những nghi phạm đã đặt một ba lô tại hiện trường vài phút trước khi quả bom thứ hai phát nổ.
Các nhà chức trách đã xác định hai anh em là những kẻ bị tình nghi: Tamerlan Tsarnaev 26 tuổi và Dzhokhar Tsarnaev 19 tuổi, người Chechen đến từ vùng Bắc Kavkaz, cả hai di cư sang Hoa Kỳ vào năm 2002. Họ sống ở Cambridge, Massachusetts khoảng 10 năm, trước đó thì ở Tokmok, Kyrgyzstan và Makhachkala, Dagestan, Nga. Cả hai anh em này đều theo Hồi giáo.
Tamerlan A. Tsarnaev (tiếng Nga: Тамерла́н Анзо́рович Царна́ев; tiếng Chechen: Царнаев Анзор-кIант Тамерлан; 21 tháng 10 năm 1986 – 19 tháng 4 năm 2013) đã bị giết chết trong một cuộc truy lùng quy mô lớn vào rạng sáng ngày 19 tháng 4.
Dzhokhar A. Tsarnaev (tiếng Nga: Джоха́р Анзо́рович Царна́ев; tiếng Chechen: Царнаев Анзор-кIант ДжовхΙар; sinh ngày 22 tháng 7 năm 1993) là một sinh viên chuyên ngành sinh học biển tại Đại học Massachusetts tại Dartmouth. Dzhokhar bị bắt trong một cuộc bố ráp vào chiều ngày 19 tháng 4 năm 2013.

## Phản ứng
- Tổng thư ký Liên Hợp Quốc Ban Ki-moon lên án vụ tấn công, ông gọi đó là sự "bạo lực vô nghĩa" "Tất cả các chi tiết kinh khủng đang diễn ra tại một sự kiện nổi tiếng với việc kết nối mọi người đến với nhau từ khắp nơi trên thế giới trong một tinh thần thể thao và hòa hợp".
- Tổng thống Nga Vladimir Putin nói sẽ chia sẻ những nỗi đau mà người dân Mỹ phải chịu đựng, trong khi Tổng thống Chechnya Ramzan Kadyrov nói rằng không nên liên hệ hai anh em gốc Chechen với chính quyền Nga hay Chechnya. Người Nga thì cho rằng việc ủng hộ Chechnya ly khai khỏi Nga của Hoa Kỳ là nguyên nhân dẫn tới chuyện này, theo chia sẻ trên twitter: "Hoa Kỳ ủng hộ Chechnya ly khai khỏi Nga, và giờ người Chechnya đã "tặng quà" cho Hoa Kỳ". Hy vọng cải thiện quan hệ Nga-Mỹ đã được làm sống lại sau vụ việc này.
- Ngay sau khi vụ đánh bom xảy ra, Thủ tướng Canada Stephen Harper khẳng định ngày 15 tháng 4 "là một ngày buồn vì một sự kiện thể thao lớn như giải marathon Boston đã bị bạo lực vô nghĩa vấy bẩn".
- Trên trang mạng xã hội Twitter, Thủ tướng Anh David Cameron gửi tin nhắn: "Cảnh tượng ở Boston thật khủng khiếp và gây sốc. Tôi chia sẻ với tất cả các nạn nhân".
- Thủ tướng Úc Julia Gillard tuyên bố vụ nổ đã "phủ bóng đen" lên một trong những sự kiện thể thao lớn nhất thế giới. "Chúng tôi xin chia buồn với gia đình các nạn nhân đã thiệt mạng và bị thương" - bà Gillard nói.
- Chủ tịch Trung Quốc Tập Cận Bình tuyên bố chính phủ Trung Quốc khong thể chấp nhận những hành động khủng bố kiểu Chechnya, và bày tỏ đau xót tới gia đình sinh viên Lữ Lệnh Tử vì vụ đánh bom tàn bạo này.
- Việt Nam lên án mọi hành động bạo lực nhằm vào người dân vô tội, đồng thời gửi lời chia buồn đến nước Mỹ và gia đình nạn nhân.[55]